# Радивоје Бојичић
Радивоје Бојичић (Беране, Црна Гора, 1949) српски је књижевник, сатиричар, драмски писац, колумниста и дугогодишњи главни уредник „Ошишаног јежа“.

## Биографија
Књижевни рад Радивоја Бојичића обухвата како литературу намењену одраслим читаоцима, тако и деци. Објавио је десетак романа и неколико збирки приповедака. Написао је више позоришних и ТВ драма, од којих су најпознатије биле „Жеља звана трамвај“ и „Ало, ође мобилни“. Своје афоризме објављује у многим часописима, међу којима су арадник и колумниста листова Политика, Вечерње новости, Блиц, Дневник, Глас, Илустрована политика, Глас Црногораца, НИН, Дуга и други. Објавио је неколико збирки у којима је сабрао своје сатиричне афоризме. Заступљен је у бројним антологијама афоризама, а и сам је саставио више антологија. По речима многих његових савременика „Он је антихерој ове наше мале 'Осамдесет четврте'”. Његова дела су превођена и награђивана.
Активно се залагао за очување државног заједништва Србије и Црне Горе у оквиру некадашње Савезне Републике Југославије (1992-2003), а потом и у оквиру Државне заједнице Србије и Црне Горе (2003-2006). Почетком 2005. године, постао је један од оснивача Покрета за европску државну заједницу Србије и Црне Горе у Србији.
Живи и ради у Београду.

## Награде
- Монодрама Продавац магле добила је Златну колајну публике на Фестивалу монодраме и пантомиме у Земуну,
- Монодрама Ја, резервиста награђена је на фестивалу монодраме у Републици Српској,
- Монодрама Ало, ође мобилни освојила је прву награду на фестивалу Позориште једног глумца у Никшићу,
- За свој бестселер роман На ушћу двеју река испод Авале добио је књижевну награду „Дерета”.[1]
- Награда „Драгиша Кашиковић”[3]

### Романи
- Удбина зграда (1992)
- Спонзор ноћас мора пасти (1994)
- Између два света (1997)
- Како сам убио Гутенберга (1999)
- Пад увис (2000)
- Седмица у недељи (2001)
- Капетан Визин (роман за децу, 2002)
- На ушћу двеју река испод Авале (2003)
- Мулен ружа (2004)
- За одличан успех и примерно владање (роман за децу, 2005)
- Ријалити шоу (2006)
- Сервантес међу шљивама (2007)

### Збирке афоризама
- Африка за петама (1989)
- Превише тачно (1995)

### Збирке сатиричне прозе
- Приче из политике (збирка прича, 1993)
- Жестоки момци (збирка прича, 1996)
- Срби после Христа (1999)
- Српско-политички речник (2004)
- Откачена читанка (проза за децу, 2005)
- Деца која су померала планине (збирка прича за децу, 2007)
- Велика браћа (збирка прича за децу, 2011)

### Монодраме
- Продавац магле (у извођењу Миленка Павлова, 1998)
- Ја, резервиста (у извођењу Миленка Павлова, 1993)
- Ало, ође мобилни (у извођењу Владана Гајовића, 1998)
- Позови ме одмах (у извођењу Мине Лазаревић, 2001)
- Жизела (у извођењу Марте Келер, 2006)

### Телевизијске драме
- Формула 1 (ТВ серија, 3 епизоде, 1984/85)
- Север и југ (са Синишом Павићем, 1988)
- Госпођа другарица и другарица госпођа (Телевизија Београд, 1989)
- Малбашић (1986, Телевизија Београд 1991)
- Žеља звана трамвај (Телевизија Београд, 1994)

### Биографска проза
- Мока (1980)